# إدموند ويلسون
إدموند ويلسون (بالإنجليزية: Edmund Beecher Wilson)‏ (و. 1856 – 1939 م) هو عالم وراثة، وعالم حيواني، وأستاذ جامعي، من الولايات المتحدة الأمريكية، ولد في جنيف، كان عضوًا في الجمعية الملكية، والأكاديمية البروسية للعلوم، والأكاديمية الأمريكية للفنون والعلوم، والأكاديمية الفرنسية للعلوم، والأكاديمية الملكية الهولندية للفنون والعلوم، توفي في مدينة نيويورك، عن عمر يناهز 83 عاماً.

## التعليم
تعلم في جامعة ييل، وجامعة جونز هوبكينز.

## روابط خارجية
- إدموند ويلسون على موقع الموسوعة البريطانية (الإنجليزية)
- إدموند ويلسون على موقع إن إن دي بي (الإنجليزية)